# Zdeněk Zikán
Zdeněk Zikán (Praga, 10 de novembro de 1937 - 14 de fevereiro de 2013) foi um futebolista checo, que atuava como atacante.

## Carreira
Zdeněk Zikán fez parte do elenco da Seleção Tchecoslovaca de Futebol que disputou a Copa do Mundo de 1958.

## Ligações Externas
- Perfil em FIFA.com (em inglês)